# Banu Murra
I Banū Murra b. ʿAwf (in arabo بنو مرة ﺑﻦ ﻋﻮﻑ‎?) furono una tribù araba (o un clan) che, ai tempi di Maometto, faceva parte della grande confederazione tribale dei Banu Ghatafan, dei Dhubyān, dei Muḍar e dei Qays Aylān del Najd, a NO di Yathrib (poi Medina).
Il poeta Zuhayr b. Abī Sulmā compose in loro onore una sua Muʿallaqa.
Alleati degli ebrei di Yathrib, parteciparono con altri gruppi beduini al tentativo, condotto ai primi aprile del 627 dai Quraysh, di espugnare Medina, risoltosi in un loro pesante smacco strategico col fallito assedio dell'oasi-città, definito dagli storici musulmani battaglia del Fossato.
Logico che essi prendessero inutilmente parte nel 632 alle guerre della ridda, venendo assoggettati dagli eserciti califfali, diventando poi fedele alleata dei Quraysh e degli Omayyadi.
Di essa fece parte il generale omayyade Muslim ibn 'Uqba.
Il nome di questa tribù coincide con uno dei nomi che, nella religione islamica, sono assegnati al Demonio: Abu Murra, in arabo أبو مرة.